# Château du Taillan
Le château du Taillan, également appelé château de la Dame Blanche, est un bâtiment classé monument historique de France situé au cœur d'un domaine de 100 hectares au Taillan-Médoc en Gironde (France). Son domaine viticole de trente hectares produit un AOC depuis 1932, classé cru bourgeois supérieur appellation Haut-Médoc.

## Histoire du château

### Du Moyen Âge auXVIIesiècle
Le château du Taillan est un domaine situé aux portes du Médoc qui existe depuis le Moyen Âge. Des moines, qui faisaient le pèlerinage de Saint-Jacques-de-Compostelle, s'y sont établis autrefois. Ils pouvaient ainsi se déplacer facilement à Bordeaux où se construisait un monastère. Il a été la propriété des Durfort, seigneurs de Blanquefort, de Léonard de la Chèze puis de Pierre d'Aste, conseiller du roi au Grand Conseil. Maître de Poitevin s'en est porté acquéreur auprès de ses héritiers en 1663, pour la somme de 10 000 livres.

### Depuis leXVIIesiècle
Plusieurs propriétaires s'y sont succédé.
- Les marquis de Lavie

Dès la fin du XVIIe siècle et pendant tout un siècle, les marquis de Lavie, dont Paul-Marie-Arnaud de Lavie, se succèdent et construisent l'actuel château du Taillan.
- Les marquis de Bryas

En épousant Georgina de Lavie, le marquis Charles de Bryas devient propriétaire du château. Il met au point un procédé de drainage des terres qui lui vaut une grande notoriété dans le monde de la science agronomique.
- Les vicomtes Borrelli

Le vicomte Charles de Borrelli puis son fils Emmanuel-Raymond héritent du domaine. Ce dernier, militaire et poète, publie de nombreuses œuvres.
- Les Cruse

Le domaine est acquis en 1896 par Henri Cruse, descendant de la famille Cruse ; quatre générations s’y sont succédé. La propriété familiale est aujourd’hui gérée par cinq sœurs qui en sont également propriétaires,.

## Architecture et vestiges
Les façades et toitures du château et ses caves voûtées, sont inscrites à la liste des Monuments historiques de France le 23 novembre 1964. Cet édifice, bâti sur l’emplacement d’une demeure plus ancienne, présente une façade sur cour avec un avant-corps central en saillie, coiffé d’un fronton remanié au XIXe siècle. Le centre de la façade donnant sur le parc est occupé par une demi-rotonde qui souligne habituellement l’ouverture des maisons de campagne sur le jardin. Il est construit de pierres blanches calcaires de Gironde, utilisées pour la plupart des bâtiments de Bordeaux.
Dans la propriété, on trouve également :
- un retable en pierre de taille de Pierre Vernet (classé monument historique en 1964)[7], sculpté entre 1744 et 1758, pour la chapelle de l'hôpital de la Manufacture[9]. Il disposait en son centre d'une peinture de l'assomption de la Vierge réalisée par le peintre parisien Noël Hallé. Les panneaux latéraux sculptés représentent des chérubins portant les attributs de la passion du Christ. Il est retrouvé rue de Tauzia dans une chapelle laissée à l'abandon depuis 1881 et sauvé de la démolition par Henri Cruse[2] qui le déplace en 1913 dans le parc du château ;
- un autel de l’ancienne chapelle Saint-Marc[10], sur lequel est gravée l’inscription : « Ici s’élevait encore en 1786 les ruines de la chapelle Saint-Marc. L’an 1940 des fouilles côté ouest mirent au jour un sarcophage médiéval profane mais contenant d’ossements RIP. »
- les chais des XVIe et XVIIe siècles, à l'architecture atypique, avec des arches, des doubles voûtes ainsi qu’une cheminée. Les caves possèdent aussi une partie creusée, souterraine qui permettait aux moines de faire leur propre vin. Ces chais, uniques dans la région, ont été inscrits au titre des Monuments historiques de France en novembre 1964[1].

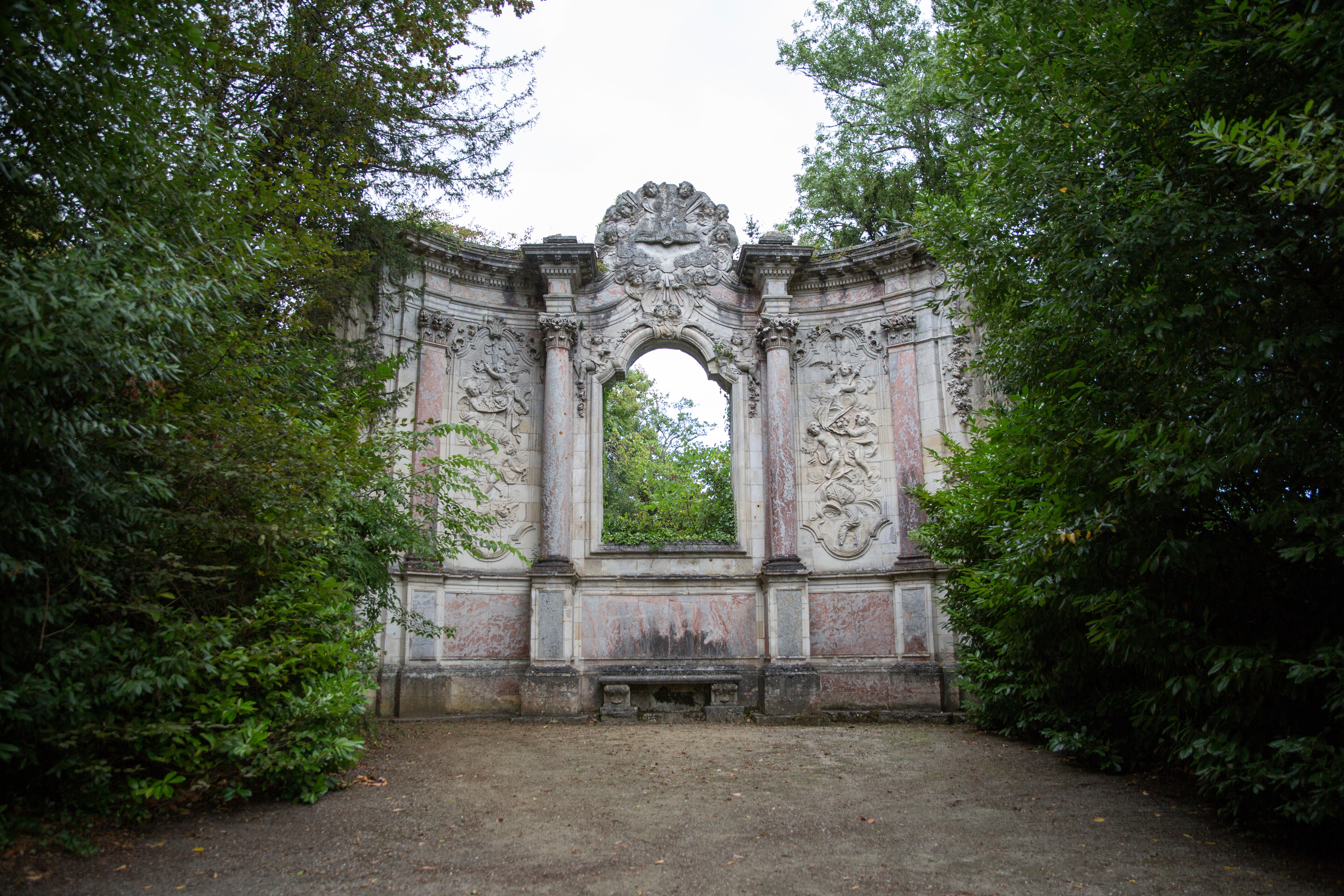
Retable du château du Taillan
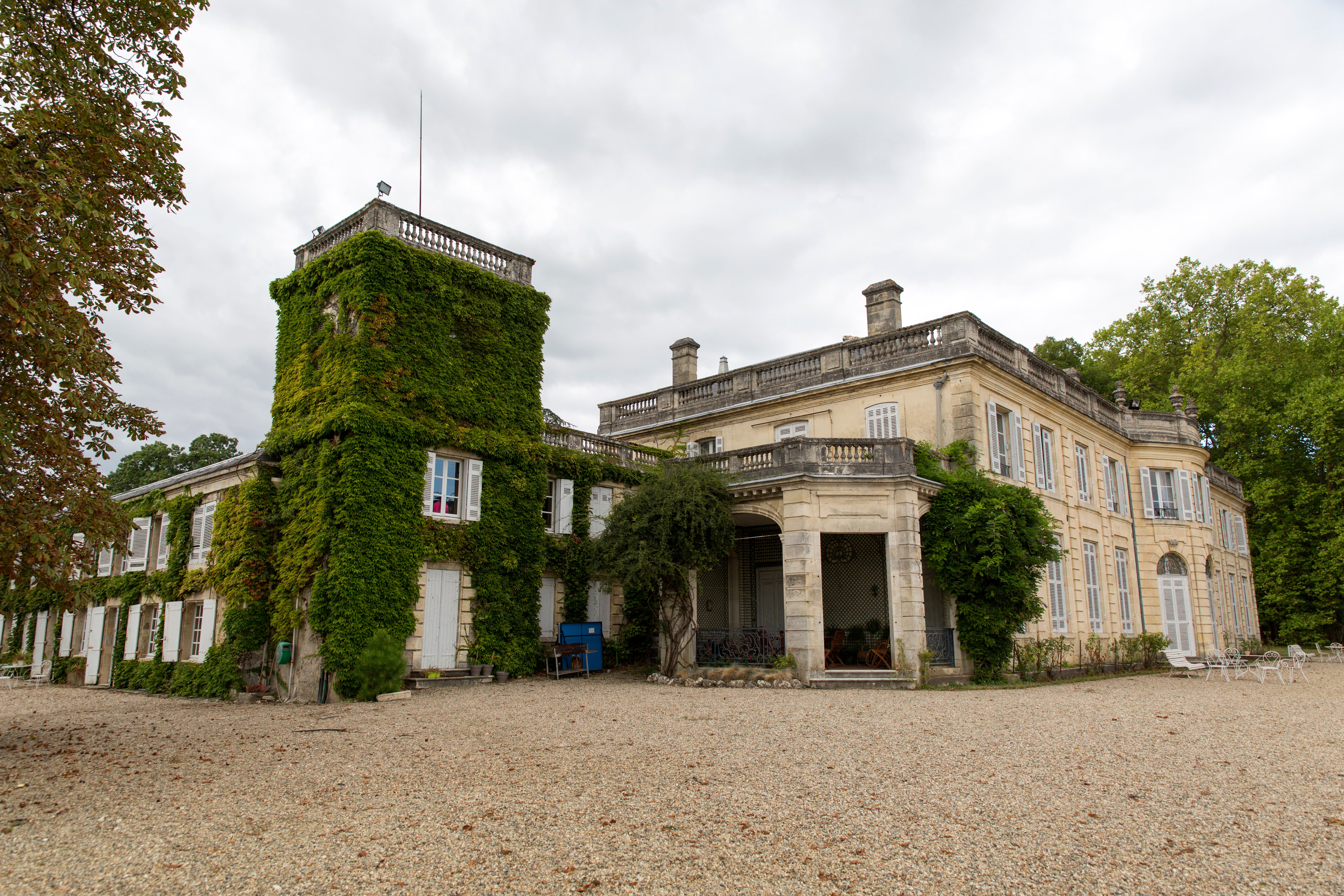
Le château côté tour
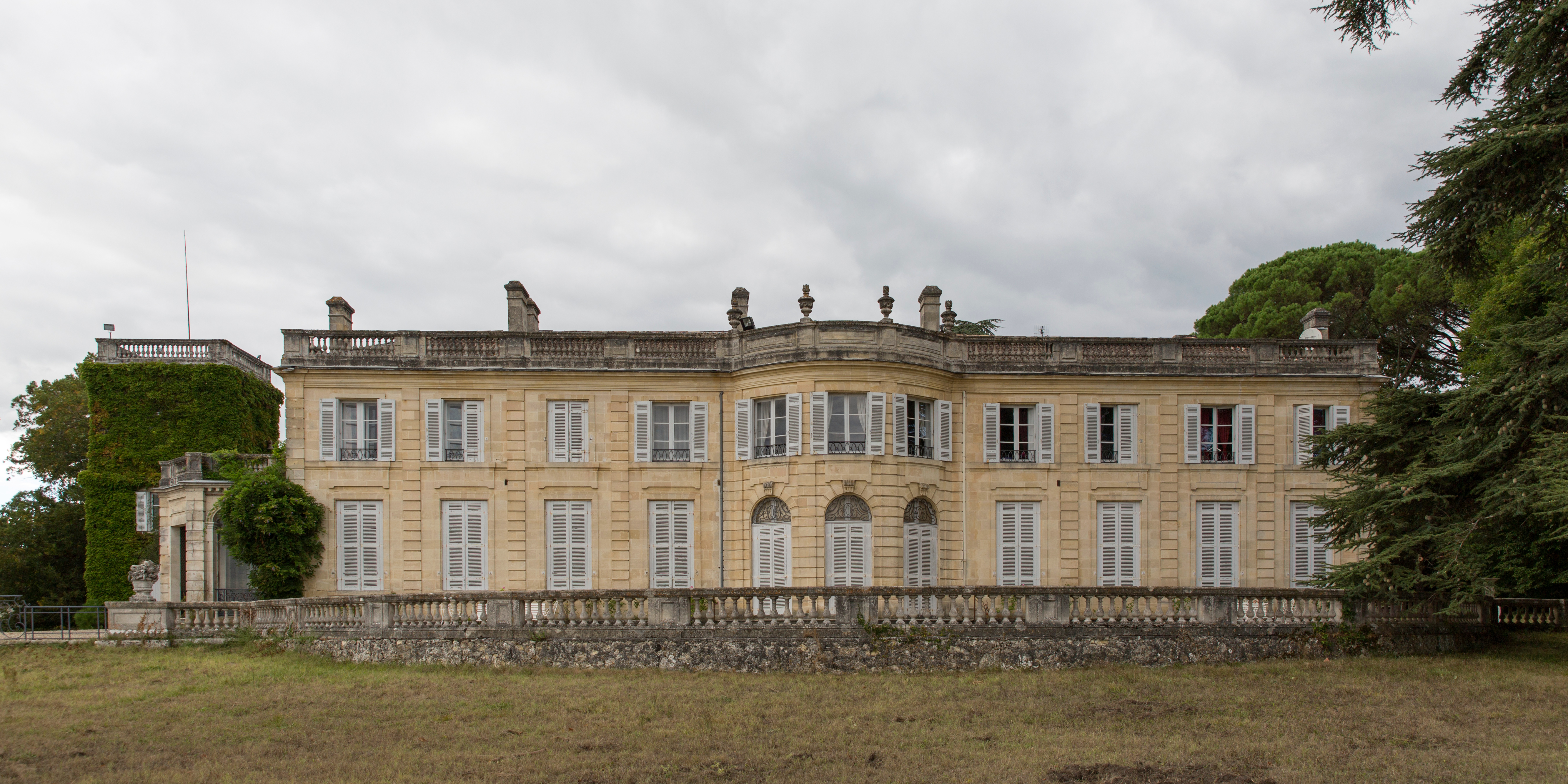
La façade Est
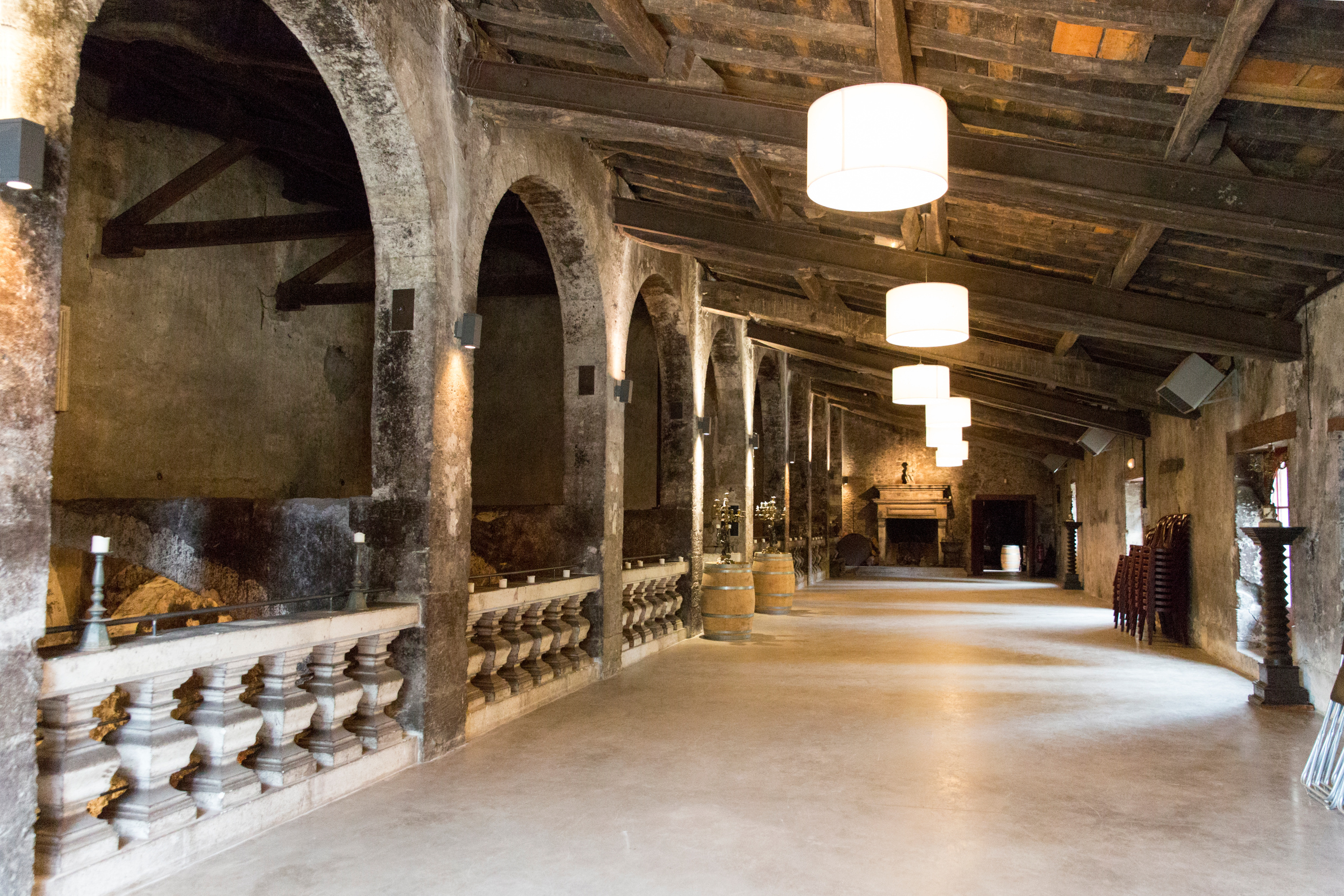
Chai ; les barriques sont en contrebas.

## Vignoble et vins

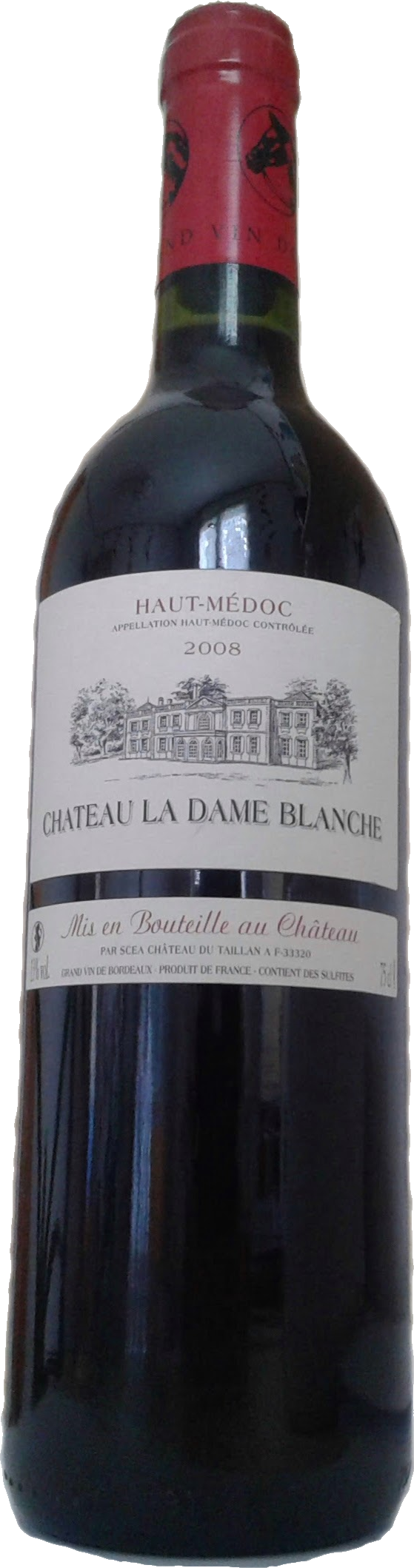

Le domaine occupe actuellement une surface de cent hectares, dont le vignoble s'étend sur 31,5 ha. Il comprend 28 hectares, pour le rouge, conduits selon les méthodes traditionnelles du Médoc, taille en guyot double, ébourgeonnage, épamprage, effeuillage, vendanges en vert et contrôle des rendements. Son encépagement est constitué de 70 % de merlot, 10 % de cabernet franc et 20 % cabernet sauvignon. Les vendanges se font pour moitié manuellement, l'autre moitié de façon mécanique.
Le vignoble en blanc comprend une superficie de 3,5 à 4 hectares, conduit avec les mêmes soins que celui en rouge, constitué d'un seul cépage, le sauvignon. Comme pour le rouge, les vendanges sont à moitié manuelles et à moitié mécaniques. L'ensemble du vignoble est implanté en un seul tenant, sur un sol variant, d'argile et de calcaire. Ce qui donne une plus grande diversification lors de l'assemblage à marier les arômes, les textures ou les nuances de la couleur, de manière à obtenir un vin bien équilibré, velouté et harmonieux.
Le vignoble produit 180 000 bouteilles d'un cru bourgeois supérieur, en rouge et rosé, ainsi qu’un médoc blanc baptisé « La Dame Blanche ».

## L'évolution du modèle économique
Ancré dans l’histoire de la famille Cruse depuis son achat à Alfred de Luze par Henri Cruse en 1896, le château du Taillan a été revigoré par la convergence des savoir-faire et des « modes » socio-culturelles. Le château et ses trente hectares de vignes représentent parfaitement l’histoire et la signature des vins du Médoc.
En la matière, l’attention portée au terroir et à la vinification est à la charge de l’œnologue Joséphine Duffau-Lagarrosse, dont l’exigence est de tirer les vins du domaine vers le haut. « Depuis les derniers millésimes, 2014, 2015 et 2016 notamment, je le vois davantage comme un vin "d’amateurs" qui, même s’il peut être bu dans les premières années, mériterait d’être attendu pour livrer toute sa complexité », explique la responsable technique avant d’ajouter : « On est sur un style de vin charmeur par son fruité (avec une majorité de merlot, plus de 70 %), une bouche ronde, puissante, avec des tannins que nous essayons de faire les plus suaves possible et un boisé qui bonifie le vin dès les premiers mois, plutôt que de le dominer. »
« En la matière, les crus des Cruse sont désormais exemplaires. En particulier grâce aux femmes. Bien sûr, Vanessa Cruse-Duboscq à Laujac. Mais aussi l’œnologue Armelle Cruse-Falcy à château Taillan, qu’elle dirige au nom de ses quatre sœurs — Marie-Caroline, Violaine, Myriam et Christiane — depuis la disparition de leur père en 1992. Une responsabilité endossée après avoir passé plusieurs années comme commerciale chez Pernod Ricard, les repreneurs de Cruse fils & frères à une époque où son patronyme “ouvrait encore bien des portes” aux quatre coins de la planète. »
Au-delà des techniques vinicoles, c’est le modèle économique lui-même qui a évolué sensiblement : « S’il est un domaine dans lequel les femmes vont bien imprimer leur marque, c’est l’œnotourisme », estime Armelle Cruse, qui dirige Château Le Taillan, un cru bourgeois du Médoc qui reçoit 10 000 visiteurs par an : « Dans trois quarts des cas, l’œnotourisme est pris en charge par les femmes. Elles sont plus sensibles à l’harmonie des choses quand les hommes n’ont pas toujours compris qu’il s’agissait à la fois un nouveau mode de communication et une diversification économique. »
Le domaine est ainsi devenu capable de générer les deux cinquièmes de ses revenus grâce aux ventes en direct.

## Légende du château de la Dame blanche
Une très ancienne légende est attachée au château : Blanca, fille d'un chef maure installé à Gironville (Macau), vaincu à Poitiers par Charles Martel, aurait été séduite par le calme des lieux et/ou par un prince aquitain. La dame décida de s'y fixer et y fit bâtir une forteresse, dont les documents officiels font mention au XIIe siècle.
De nos jours, quand on aperçoit en automne une brume blanche sur le vignoble, on dit que la princesse revient souhaiter la prospérité au domaine.
La référence aux dames blanches est récurrente en Gascogne et dans les Pyrénées.

## Dans la culture populaire

### Lieu de tournage
Plusieurs réalisations télévisuelles ont été tournées sur le domaine :
- Téléfilm Cartouche, le brigand magnifique (décembre 2009)
- Série La Maison des Rocheville (2010)[16]
- Épisodes des séries :
  - Section de recherche
  - Famille d'accueil

### Reportages
- « Sur les traces de la dame blanche », émission GussDx, Chasseur de Fantômes, en ligne le 29 avril 2023 sur YouTube